# Бестрагом
Бестрагом, репортаже је књига путописа београдског новинара и писца Михаила Меденице, са фотографијама које су снимили Игор Павићевић и Ђорђе Којадиновић. Књигу је 2013. године објавила издавачка кућа „Прометеј“ из Новог Сада.
Репортаже у овој књизи објављене су претходно у часописима Пресмагазин и Недељник и извештавају о највећем ромском насељу у околини Скопља, бекташима - дервишком реду, Пештеру, Косову, Албанији, Аушвицу...